# Riccardo Improta
Riccardo Improta (Pozzuoli, 19 dicembre 1993) è un calciatore italiano, centrocampista o attaccante del Latina.

## Biografia
Dopo Umberto (1984) e Giancarlo (1987) è l'ultimo di tre fratelli, tutti calciatori.

## Carriera

### Club

#### Esordi con il Lanciano
Inizia a giocare a calcio con una squadra dilettantistica della sua città, la Puteolana 1909, da non confondere con la storica Puteolana.
Nel 2010 viene acquistato dal Lanciano, club di Lega Pro Prima Divisione che lo inserisce subito in prima squadra nonostante la giovane età. Esordisce tra i professionisti il 1º maggio 2011 nella partita Lucchese-Lanciano (2-0). La stagione successiva, sempre al Lanciano, colleziona 10 presenze e segna due gol, il primo dei quali lo realizza il 4 settembre 2011 contro il Bassano.

#### Genoa e prestito alla Juve Stabia
Rimane solo la prima parte di stagione al Lanciano, in quanto nel gennaio 2012 viene acquistato dal Genoa. Con la Primavera del club ligure disputa la seconda parte di stagione, con la quale partecipa al Torneo di Viareggio dove segna 6 reti laureandosi capocannoniere della competizione.
Nell'agosto 2012 viene acquistato a titolo temporaneo dalla Juve Stabia, in serie B. Esordisce con la maglia delle vespe il 1º settembre 2012 nella partita Brescia-Juve Stabia (2-0). Il 15 settembre seguente mette a segno il suo primo gol in B nella gara Novara-Juve Stabia (1-1). Durante tutto il campionato colleziona 27 presenze realizzando 6 gol.

#### Chievo e prestito al Padova
Nel luglio 2013 passa dal Genoa al Chievo in prestito con diritto di riscatto della metà. Esordisce con la maglia clivense il 17 agosto 2013 nella partita Chievo-Empoli (2-0), valida per il terzo turno di Coppa Italia. Esordisce invece in serie A con la maglia giallo-blu il 31 agosto seguente in Chievo-Napoli (2-4).
Riscattata la metà del cartellino da parte del Chievo, ma trovando poco spazio nella formazione veronese, durante la sessione di mercato invernale Improta si trasferisce al Padova in Serie B sempre con la formula del prestito.

#### Prestito al Bologna
Il 20 giugno 2014 il Genoa riscatta l'intero cartellino dal Chievo Verona. Il 1º settembre successivo il Bologna ufficializza il suo trasferimento a titolo temporaneo. Segna il suo primo gol in maglia rossoblù contro la Pro Vercelli.

#### Prestiti a Cesena, Salernitana e Bari
Il 18 luglio 2015 viene ceduto in prestito con diritto di riscatto e controriscatto al Cesena. Rimedia un brutto infortunio durante il precampionato che lo tiene lontano dai campi per oltre sette mesi. Alla fine della stagione conta solamente due presenze per un totale di 4 minuti giocati.
Il 19 agosto 2016 passa con la stessa formula alla Salernitana.
L'11 luglio 2017, il Bari comunica attraverso il proprio sito ufficiale di aver acquistato in prestito le prestazioni del giocatore. L'esordio in campionato e il primo gol con i biancorossi avvengono alla prima giornata nella partita vinta 3-0 contro il Cesena.

#### Benevento
Il 1º luglio del 2018 viene acquistato dal Benevento. Sigla il suo primo gol con la maglia giallorossa nella partita di Coppa Italia contro l'Imolese. Nella stagione 2019-2020 raggiunge con le streghe la promozione in Serie A, segnando la sua prima rete nella massima serie all’ottava giornata in trasferta contro la Fiorentina, segnando lo 0-1 finale.

#### Latina
Il 22 settembre 2024 viene acquistato da svincolato dal Latina, in Serie C.

### Nazionale
Dopo aver giocato con la Nazionale Under-19 e l'Under-20, il 14 agosto 2013 esordisce con la Nazionale Under-21 sotto la guida di Luigi Di Biagio nella partita amichevole Slovacchia-Italia (1-4), in cui mette anche a segno un gol. La prima partita ufficiale con l'Under-21 è quella di qualificazione agli Europei Under-21 del 2015 persa per 3-1 in casa contro il Belgio e disputata il 5 settembre 2013.

## Statistiche

### Presenze e reti nei club
Statistiche aggiornate al 28 aprile 2025.
| Stagione               | Squadra                | Campionato             | Campionato | Campionato | Coppe nazionali | Coppe nazionali | Coppe nazionali | Coppe continentali | Coppe continentali | Coppe continentali | Altre coppe | Altre coppe | Altre coppe | Totale | Totale |
| Stagione               | Squadra                | Comp                   | Pres       | Reti       | Comp            | Pres            | Reti            | Comp               | Pres               | Reti               | Comp        | Pres        | Reti        | Pres   | Reti   |
| ---------------------- | ---------------------- | ---------------------- | ---------- | ---------- | --------------- | --------------- | --------------- | ------------------ | ------------------ | ------------------ | ----------- | ----------- | ----------- | ------ | ------ |
| 2010-2011              | Virtus Lanciano        | 1D                     | 1          | 0          | CI+CI-LP        | 0+2             | 0               | -                  | -                  | -                  | -           | -           | -           | 3      | 0      |
| 2011-gen. 2012         | Virtus Lanciano        | 1D                     | 10         | 2          | CI+CI-LP        | 1+1             | 0               | -                  | -                  | -                  | -           | -           | -           | 12     | 2      |
| Totale Virtus Lanciano | Totale Virtus Lanciano | Totale Virtus Lanciano | 11         | 2          |                 | 4               | 0               |                    | -                  | -                  |             | -           | -           | 15     | 2      |
| gen.-giu. 2012         | Genoa                  | A                      | 0          | 0          | CI              | 0               | 0               | -                  | -                  | -                  | -           | -           | -           | 0      | 0      |
| 2012-2013              | Juve Stabia            | B                      | 27         | 6          | CI              | 1               | 0               | -                  | -                  | -                  | -           | -           | -           | 28     | 6      |
| 2013-gen. 2014         | Chievo                 | A                      | 3          | 0          | CI              | 2               | 0               | -                  | -                  | -                  | -           | -           | -           | 5      | 0      |
| gen.-giu. 2014         | Padova                 | B                      | 19         | 7          | CI              | -               | -               | -                  | -                  | -                  | -           | -           | -           | 19     | 7      |
| 2014-2015              | Bologna                | B                      | 16         | 1          | CI              | 0               | 0               | -                  | -                  | -                  | -           | -           | -           | 16     | 1      |
| 2015-2016              | Cesena                 | B                      | 2          | 0          | CI              | 0               | 0               | -                  | -                  | -                  | -           | -           | -           | 2      | 0      |
| 2016-2017              | Salernitana            | B                      | 30         | 2          | CI              | 0               | 0               | -                  | -                  | -                  | -           | -           | -           | 30     | 2      |
| 2017-2018              | Bari                   | B                      | 36         | 8          | CI              | 2               | 0               | -                  | -                  | -                  | -           | -           | -           | 38     | 8      |
| 2018-2019              | Benevento              | B                      | 30         | 3          | CI              | 3               | 1               | -                  | -                  | -                  | -           | -           | -           | 33     | 4      |
| 2019-2020              | Benevento              | B                      | 33         | 4          | CI              | 1               | 0               | -                  | -                  | -                  | -           | -           | -           | 34     | 4      |
| 2020-2021              | Benevento              | A                      | 34         | 1          | CI              | 1               | 0               | -                  | -                  | -                  | -           | -           | -           | 35     | 1      |
| 2021-2022              | Benevento              | B                      | 26+3       | 4          | CI              | 2               | 1               | -                  | -                  | -                  | -           | -           | -           | 31     | 5      |
| 2022-2023              | Benevento              | B                      | 35         | 2          | CI              | 1               | 0               | -                  | -                  | -                  | -           | -           | -           | 36     | 2      |
| 2023-2024              | Benevento              | C                      | 27+6       | 2          | CI-C            | 1               | 0               | -                  | -                  | -                  | -           | -           | -           | 34     | 2      |
| Totale Benevento       | Totale Benevento       | Totale Benevento       | 185+9      | 16         |                 | 9               | 2               |                    | -                  | -                  |             | -           | -           | 203    | 18     |
| 2024-2025              | Latina                 | C                      | 29         | 1          | CI-C            | 0               | 0               | -                  | -                  | -                  | -           | -           | -           | 29     | 1      |
| Totale carriera        | Totale carriera        | Totale carriera        | 356+9      | 43         |                 | 18              | 2               |                    | -                  | -                  | -           | -           | -           | 383    | 45     |

### Cronologia presenze e reti in nazionale
| Cronologia completa delle presenze e delle reti in nazionale ― Italia under 21 | Cronologia completa delle presenze e delle reti in nazionale ― Italia under 21 | Cronologia completa delle presenze e delle reti in nazionale ― Italia under 21 | Cronologia completa delle presenze e delle reti in nazionale ― Italia under 21 | Cronologia completa delle presenze e delle reti in nazionale ― Italia under 21 | Cronologia completa delle presenze e delle reti in nazionale ― Italia under 21 | Cronologia completa delle presenze e delle reti in nazionale ― Italia under 21 | Cronologia completa delle presenze e delle reti in nazionale ― Italia under 21 |
| Data                                                                           | Città                                                                          | In casa                                                                        | Risultato                                                                      | Ospiti                                                                         | Competizione                                                                   | Reti                                                                           | Note                                                                           |
| ------------------------------------------------------------------------------ | ------------------------------------------------------------------------------ | ------------------------------------------------------------------------------ | ------------------------------------------------------------------------------ | ------------------------------------------------------------------------------ | ------------------------------------------------------------------------------ | ------------------------------------------------------------------------------ | ------------------------------------------------------------------------------ |
| 14-8-2013                                                                      | Senec                                                                          | Slovacchia under 21                                                            | 1 – 4                                                                          | Italia under 21                                                                | Amichevole                                                                     | 1                                                                              |                                                                                |
| 5-9-2013                                                                       | Rieti                                                                          | Italia under 21                                                                | 1 – 3                                                                          | Belgio under 21                                                                | Qual. Europeo Under-21 2015                                                    | -                                                                              |                                                                                |
| 9-9-2013                                                                       | Nicosia                                                                        | Cipro under 21                                                                 | 0 – 2                                                                          | Italia under 21                                                                | Qual. Europeo Under-21 2015                                                    | 1                                                                              |                                                                                |
| 14-10-2013                                                                     | Genk                                                                           | Belgio under 21                                                                | 0 – 1                                                                          | Italia under 21                                                                | Qual. Europeo Under-21 2015                                                    | -                                                                              |                                                                                |
| 4-6-2014                                                                       | Castel di Sangro                                                               | Italia under 21                                                                | 4 – 0                                                                          | Montenegro under 21                                                            | Amichevole                                                                     | 1                                                                              |                                                                                |
| Totale                                                                         |                                                                                | Presenze                                                                       | 5                                                                              |                                                                                | Reti                                                                           | 3                                                                              |                                                                                |

## Palmarès

### Club
- Campionato italiano di Serie B: 1

Benevento: 2019-2020

### Individuale
- Capocannoniere del Torneo di Viareggio: 1

2012 (5 gol)